# タチクサネム
タチクサネム（立草合歓、学名：Desmanthus pernambucanus）はマメ科タチクサネム属の木本状多年生草本。帰化植物。別名：ヒメギンネム。D. virgatusはシノニム。

## 特徴
ギンネムに似るが、全体的に小型で豆果は細長い。ハイクサネムにも似るが、幹がより立ち上がる点と豆果の形状に違いがみられる。
茎は剛毛があり直立し、高さ1–2mになる。葉は5cmほどの葉柄がある2回羽状複葉で互生する。羽片は3–8対で羽片長は3–6cm。小葉は長楕円形で長さ6mm、幅2.5mmほど。葉の基部に1個の赤い蜜腺がある。腋生の球状花序は直径8–10mmで白色。豆果は長さ5–10cm、幅2.5mm程度で、3–6個が輪生して着く。豆果の先は鋭く尖り、中に20–30個ほどの種子を含む。種子は広卵形で直径約5mmほど。

## 分布と生育環境
中南米原産で沖縄と小笠原に帰化。沖縄本島へは1965年頃に渡来したとみられている。空地や草地に生育する。

## ギャラリー
- 草姿
- 羽状複葉と豆果